# Burg Nordeck
Die Burg Nordeck ist eine Höhenburg in Nordeck, einem Stadtteil von Allendorf an der Lumda im Landkreis Gießen in Hessen. Die in ihrer Entstehung auf das 12. Jahrhundert beurkundete Burg prägt noch heute das Bild von Nordeck. Sie wechselte häufig die Besitzer, ist heute im Besitz der Grafen von Schwerin zu Friedelhausen und beherbergte seit 1925 das Landschulheim Burg Nordeck. Seit 2015 betreibt die Lebenshilfe Gießen auf der Burg ein Wohnheim. Der Bergfried kann nach Voranmeldung besichtigt werden.

## Geschichte
Das eigentliche Alter der Burg kann aus den Abmessungen ihrer Kapelle zurückgeschlossen werden, da es keine Urkunden über ihre Bauphase gibt: Der „römische Fuß“, der ihren Abmessungen zugrunde liegt, wurde bis zum 11. Jahrhundert verwendet. In dieser Zeit wurde die Nordecker Burgkapelle mit der Hauptanlage der Burg aus Basalt und Lungstein erbaut.
Der erste urkundliche Hinweis auf einen Burgherrn ist aus späterer Zeit und nennt einen Adolf von Nordeck 1222. Als Siedlung wird Nordeck an der Lumda jedoch schon 1093 erwähnt. Das Dorf setzt aber die Burg voraus, also kann die Erbauung vor 1100 als sicher angenommen werden. Zunächst als Stammsitz derer von Nordeck angelegt, war die Burg seit dem 13. Jahrhundert Eigentum der Landgrafen von Hessen. Sie fungierte einst als wichtige Sperre der Straße von Mainz nach Amöneburg.
Im Jahre 1328 erhielt Hermann der Ältere (* nach 1305; † zwischen 1368 und 1370), der jüngste Sohn des Landgrafen Otto I., nach dem Herrschaftsantritt seines ältesten Bruders Heinrich II. (* vor 1302; † 1376) in der Landgrafschaft Hessen die Burg Nordeck als Paragium. 
1906 erwarb die Familie von Nordeck zur Rabenau die Anlage zurück; ebenso wie Schloss Friedelhausen, das Hofgut Appenborn sowie die Oberburg Rabenau fiel sie dann im Erbweg an die Grafen von Schwerin, denen sie noch gehört.

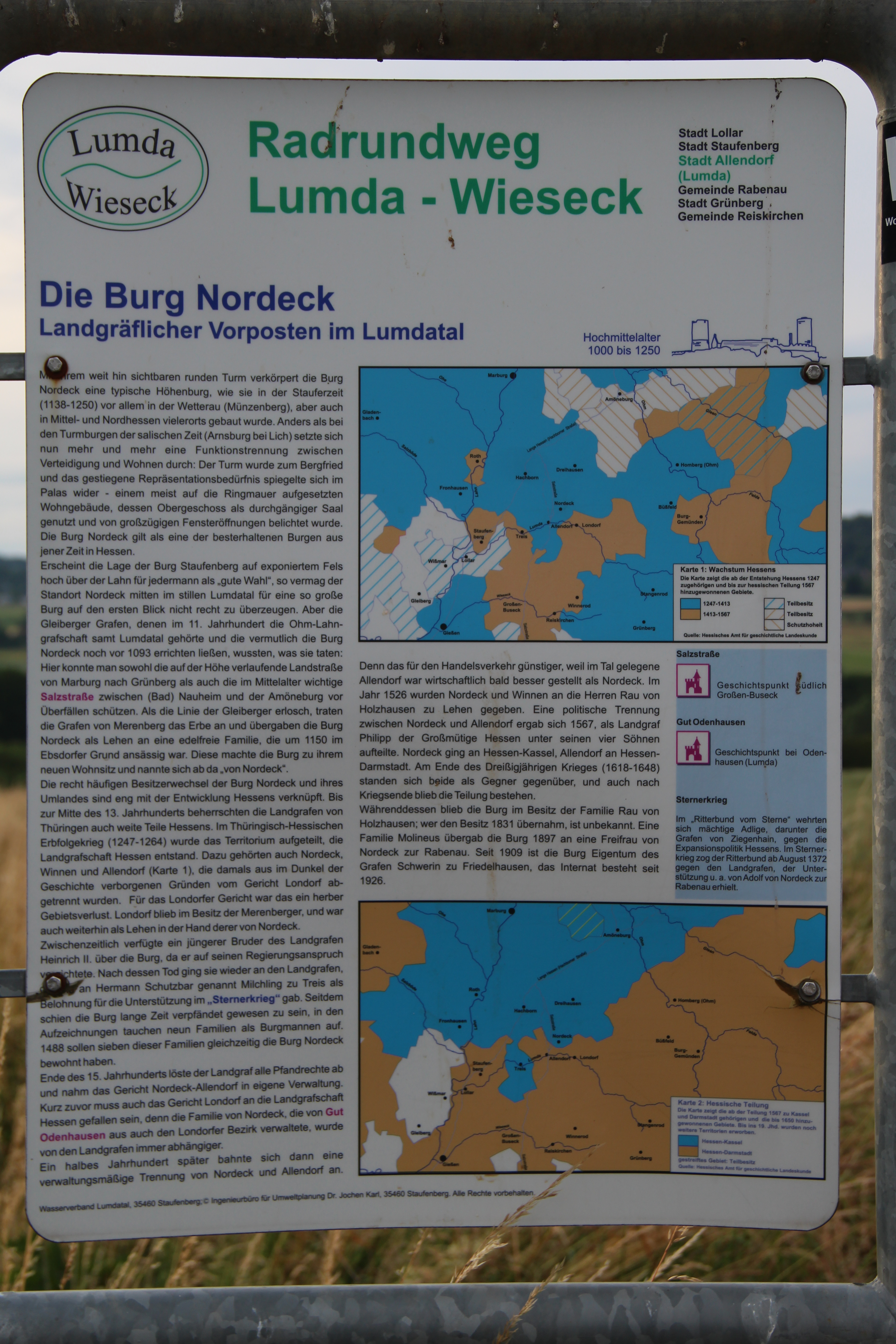
Informationstafel Die Burg Nordeck am Radwanderweg Lumda-Wieseck

## Anlage
Die kleine, aber gut erhaltene Anlage auf 305 m ü. NHN ist eine Hangburg mit Halsgraben, Schildmauer und rundem Bergfried (12./13. Jahrhundert) an der Angriffsseite. Gebäude des 14. bis 17. Jahrhunderts umstehen an drei Seiten einen engen Burghof mit altem Brunnen. Auch beinhaltet sie eine Burgkapelle.